# Pianeti del sistema solare
Segue un prospetto dei principali parametri relativi agli otto pianeti del sistema solare.
|                                                    | Mercurio              | Venere                 | Terra                   | Marte                    | Giove                  | Saturno                  | Urano                     | Nettuno                   |
| -------------------------------------------------- | --------------------- | ---------------------- | ----------------------- | ------------------------ | ---------------------- | ------------------------ | ------------------------- | ------------------------- |
| Simbolo astronomico                                | Mercurio              | Venere                 | Terra                   | Marte                    | Giove                  | Saturno                  | Urano                     | Nettuno                   |
| Distanza media dal Sole in km in UA                | 57 909 175 0,38709893 | 108 208 930 0,72333199 | 149 598 262 1           | 227 936 640 1,52366231   | 778 412 010 5,20336301 | 1 426 725 400 9,53707032 | 2 870 972 200 19,19126393 | 4 498 252 900 30,06896348 |
| Raggio medio (in km) Rapportato alla Terra         | 2439,64 0,3825        | 6051,59 0,9488         | 6378,15 1,0000          | 3397,00 0,53226          | 71492,68 11,209        | 60267,14 9,449           | 25557,25 4,007            | 24766,36 3,883            |
| Volume rapportato alla Terra                       | 0,056                 | 0,857                  | 1,0000                  | 0,149                    | 1316                   | 755                      | 52                        | 44                        |
| Massa (in kg)                                      | 3,33 · 1023           | 4,8690 · 1024          | 5,97219 · 1024          | 6,4191 · 1023            | 1,8987 · 1027          | 5,6851 · 1026            | 8,6849 · 1025             | 1,0244 · 1026             |
| Densità media (× 103 kg/m3)                        | 5,43                  | 5,243                  | 5,513                   | 3,940                    | 1,33                   | 0,70                     | 1,30                      | 1,76                      |
| Accelerazione di gravità all'equatore (m/s2)       | 3,70                  | 8,87                   | 9,81                    | 3,71                     | 24,79                  | 8,96                     | 8,69                      | 11,00                     |
| Velocità di fuga (m/s)                             | 4 250                 | 10 360                 | 11 180                  | 5 020                    | 59 540                 | 35 490                   | 21 290                    | 23 710                    |
| Periodo di rotazione siderale (giorni)             | 58,785                | -243,69 (retrogrado)   | 0,99726968              | 1,02595675               | 0,41354                | 0,44401                  | -0,71833 (retrogrado)     | 0,67125                   |
| Periodo orbitale (anni giuliani)                   | 0,2408467             | 0,61519726             | 1,0000174               | 1,8808476                | 11,862615              | 29,447498                | 84,016846                 | 164,79132                 |
| Velocità orbitale media (km/s)                     | 47,36                 | 35,02                  | 29,786                  | 24,131                   | 13,070                 | 9,672                    | 6,836                     | 5,478                     |
| Eccentricità                                       | 0,20563069            | 0,00677323             | 0,01671123              | 0,09341233               | 0,04839266             | 0,05415060               | 0,04716771                | 0,00858587                |
| Inclinazione                                       | 7,00487°              | 3,39471°               | 0,00005°                | 1,85061°                 | 1,30530°               | 2,48446°                 | 0,76986°                  | 1,76917°                  |
| Inclinazione assiale                               | 0,0°                  | 177,3°                 | 23,45°                  | 25,19°                   | 3,12°                  | 26,73°                   | 97,86°                    | 29,58°                    |
| Temperatura superficiale media (in K) (in C)       | 440 166,85            | 737 463,85             | 288 / 293 14,85 / 19,85 | 186 / 268 -87,15 / -5,15 | 152 -121,15            | 143 -130,15              | 68 -205,15                | 53 -220,15                |
| Temperatura atmosferica al livello del mare (in K) | -                     | -                      | 288                     | -                        |                        | 135                      | 76                        | 73                        |
| Composizione atmosferica                           | -                     | CO2, N2                | N2, O2                  | CO2, N2, Ar              | H2, He                 | H2, He                   | H2, He, CH4               | H2, He, CH4               |
| Satelliti naturali                                 | 0                     | 0                      | 1                       | 2                        | 95                     | 146                      | 28                        | 16                        |
| Anelli planetari                                   | No                    | No                     | No                      | No                       | Sì                     | Sì                       | Sì                        | Sì                        |